# La Union (provins)

La Unions läge i Filippinerna

La Union är en provins i Filippinerna och ligger i Ilocosregionen. 758 100 invånare (2006) på en yta av 1 493 km². Administrativ huvudort är San Fernando.
Provinsen är uppdelad i 19 kommuner och 1 stad. Större städer och orter är Agoo, Bauang och San Fernando.